# 弗拉奈-勒尼
弗拉奈-勒尼（法語：Frasnay-Reugny，發音：[fʁanɛ ʁøɲi]）是法国涅夫勒省的一个市镇，属于讷韦尔区。该市镇于1861年由原市镇弗拉奈（Frasnay）和勒尼（Reugny）合并而成。

## 地理
弗拉奈-勒尼（46°59'53"N, 3°30'36"E）面积13.62 平方千米，位于法国勃艮第-弗朗什-孔泰大區涅夫勒省，该省份为法国中部省份，北至约讷省，西北接卢瓦雷省，西接谢尔省，南至阿列省，东南接索恩-卢瓦尔省，东临科多尔省。
与弗拉奈-勒尼接壤的市镇（或旧市镇、城区）包括：鲁伊、昂勒济、比伊-舍瓦讷、锡兹利、费尔特雷沃、坦蒂里。
弗拉奈-勒尼的时区为UTC+01:00、UTC+02:00（夏令时）。

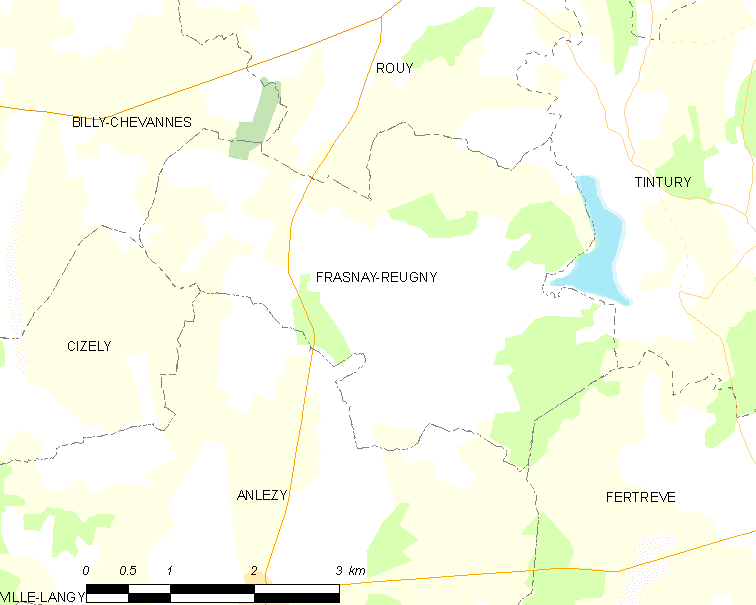
弗拉奈-勒尼的OSM定位图

## 行政
弗拉奈-勒尼的邮政编码为58270，INSEE市镇编码为58119。

## 政治
弗拉奈-勒尼所属的省级选区为盖里尼县。

## 人口

1962-2008年间弗拉奈-勒尼人口变化图示

弗拉奈-勒尼于2022年1月1日时的人口数量为80人。